# اداره فدرال آمار آلمان
اداره فدرال آمار آلمان (به آلمانی: Statistische Bundesamt) (اختصاری Destatis) سازمان اصلی اطلاعات و آمار دولتی در کشور آلمان است. 